# アスタリスク (芸能プロダクション)
アスタリスク（Asterisk）は、東京都渋谷区に本社を置く芸能事務所。主に役者やモデルのマネージメントを行なっている。

## 主な所属俳優・タレント
- 村上航
- 真山明大
- 森田ガンツ
- 岩本靖輝
- いけだしん
- 伊藤明賢
- 樋口浩二
- 平野貴大（業務提携）
- 松本勝
- 今拓哉（業務提携）
- ぽんず
- 中嶌聡
- 熊懐大介
- 大竹口拓海
- 仲里勇人
- 福森加織
- 新川史子
- 今城文恵（作家／演出家／女優）
- 阿達由香
- 小池竹見（作家／演出家）
- 我謝よしか
- 佐河ゆい
- 田村エイミー
- 遠藤瞳
- 山下詩乃
- 平井たつる
- 蒼戸結香

## 過去に所属していた俳優・タレント
- 池田鉄洋
- 勝村美香